# 邱淑媞
邱淑媞（1962年10月17日—），台灣台南縣學甲鄉（今臺南市學甲區）出生，曾經擔任衛生福利部國民健康署署長、行政院衛生署國民健康局局長、宜蘭縣政府衛生局局長、臺北市政府衛生局局長，現任部立桃園醫院顧問醫師、國立陽明交通大學醫學院公共衛生研究所兼任教授，專長於家庭醫學、公共衛生。研究預防醫學、慢性病防治、衛生政策、健康促進。
2014年，邱淑媞接受中國國民黨主席馬英九徵召空降參選宜蘭縣縣長，最後敗於尋求連任的民主進步黨籍林聰賢。

## 公職生涯

### 任職宜蘭縣衛生局長時期
成功降低宜蘭縣肺結核病患數量。邱淑媞採用新的政策，藥送至府、要求衛生局人員全面盯緊病患，督促他們按時投藥，讓縣內肺結核病患比例大幅下降，將宜蘭縣提升為全國肺結核案例成長最低的地區，這份成就也延續在台北市衛生局長任內，使台北市的肺結核控管提升至全國第一。此外，她也推動診所和醫院合作，推廣篩檢子宮頸癌。並執行臺灣第一個糖尿病共同照護網計畫，成功將宜蘭縣糖尿病死亡率從全臺後段班、改善到前段班，其後推展到全臺，而沒有醫學中心的宜蘭縣，糖尿病醫療品質表現也長期在健保公開資訊中居於全臺最優之一，連帶帶動基層診所在醫療品質與健康促進有卓越表現。此外，以宜蘭縣在社區總體營造之經驗，於所有鄉鎮，推動健康社區營造，也獲中央採用，全臺推廣。在健康社區營造下，經營公私夥伴關係 (PPP)，推展社區衛生促進委員會與志工組織、發行志工護照紀錄學習軌跡與奉獻時數，多個鄉鎮志工隊曾獲老吾老基金會表揚。

### 任職台北市政府衛生局局長時期

#### 推動健康城市
前任局長葉金川因人生安排離職，抱著讓年輕人發揮的用心向馬英九市長推薦時任副局長的邱淑媞。當時馬英九市長於競選時的白皮書醫療篇中，已納入健康城市議題，從上任之初即以建構「健康城市，活力臺北」為目標努力。作為其新任衛生局長的邱淑媞便定下了三個重點項目：
1. 建構優質的醫療服務
2. 加強消費者保護工作
3. 更具遠見地營造健康城市

其中健康城市的體現便是臺北市政府於2002年訂定臺北市健康城市元年，先由公部門帶頭做起，運用健康促進五大行動綱領，結合市政活動，由社區、學校、職場、醫院介入，帶動民眾共同響應「健康減重100 噸」，推動「健康套餐」、「健康盒餐進入校園」及健康醫院與健康學園的評鑑，強化健康的支持性環境。

#### 遭遇SARS疫情
台灣從2003/03/14發現第一個SARS病例，到同年7/5世界衛生組織宣佈台灣從SARS感染區除名，近4個月期間，共有664個病例，其中73人死亡，包含7名醫護人員。
2003/3/14上午，台大醫院因一家兩夫妻先後發生肺炎並先後至急診處就診，而立即採行隔離措施，並於傍晚將隔離措施提升至生物防護第三等級之隔離防護措施，從此展開台灣對抗SARS之戰役（WHO於3/15始將此種流行之非典型肺炎命名為SARS）。此病例之家屬為疾病管制局人員，臺北市衛生局係從媒體得知臺大發現疑似病例 (因不是法定傳染病，故無義務通報)，且欲進行疫情調查、欲要求家屬居家、欲要求臺大進行接觸員工之健康管理時，皆遭以侵犯隱私、於法無據等理由拒絕。當時媒體與民間皆極其擔憂，不斷詢問臺北市衛生局有哪些措施可阻斷傳播，臺北市與中央亦不斷電話溝通(當事人就是其員工)，希公告為法定傳染病，政府才於法有據可進行相關措施 ，然皆未獲支持，當時中央之專家委員會召集人即為陳建仁，要角包括張上淳等。其後，連家屬亦疑似出現發燒症狀，臺北市衛生局才在3月24日周一之例行記者會回復記者詢問時表示，已經向上級建議列入法定傳染病，呼籲中央正視，而被媒體炒作為砲轟、被監察院糾正為沒有好好溝通。當時衛生署基於SARS的病因、診斷、檢驗及防治方法均尚未確定，且認為處理機制尚無不妥，認為暫不宜將SARS列為法定傳染病，待持續蒐集資料及研究結果，再進行檢討。此事隨社會對疫情之關切將爭議增溫，行政院在3月27日晚間拍板，正式宣布SARS列入法定傳染病。次日，北市衛生局公布居家隔離標準分為二級，第一級為直接接觸者200人，正式以密件發出居家隔離通知書，單獨在家隔離，不得外出，違者可處6-30萬元罰鍰，並啟動隔離送餐、追蹤關懷、發病時就醫流程等措施；第二級間接接觸者1000多人，戴口罩進行健康管理；同時，下令所有醫院之醫護人員全數必須配戴口罩；並訂定不同社區疫情嚴重度之應變等級，北市教育局亦公布未來停課標準 (參見邱淑媞著 "臺灣新冠疫情的衝擊與反思")。
最早於2月時邱淑媞局長就觀察國際上的「嚴重急性呼吸道症候群（SARS）」疫情，3月下旬就大聲疾呼要把SARS訂為法定傳染病；4月上旬國內疫情還不嚴重時，她又提醒國人要注意本土病例。有感於防疫工作在隱私權與隔離上頻遭阻礙，兩度公開建議將SARS指定為法定傳染病，未獲衛生署支持。
然而事後監察院糾正案文25頁指出：時任衛生局邱局長淑媞從未以任何正式之管道或程序向衛生署（含疾管局）或ＳＡＲＳ防治專家會議及行政院因應ＳＡＲＳ跨部會會議提出「建請衛生署將ＳＡＲＳ指定為第四類法定傳染病」，也未將其必要性詳細向衛生署說明，僅在記者會以新聞稿方式隔空建議，刻意凸顯地方之態度及角色。是以衛生署雖交予嚴重急性呼吸道症候群相關事宜會議討論（決議仍無必要列入）。衛生署也被糾正對於SARS的反應過於保守僵化。
顯見邱淑媞局長當時雖對SARS有警覺，但卻沒有運用自身職務優勢，在記者會帶起輿論壓力的同時，以既有的內部流程催促中央。
3/27，但隨著疫情迅速擴展，行政院於本日召開記者會宣布，依「傳染病防治法」第3條規定，公告SARS為第四類傳染病，屬於新感染症，同時訂定「SARS病例緊密接觸者居家隔離之標準處理作業流程」，公布居家隔離措施。
4/9，一名曹女士在和平醫院照X光後被判斷為疑似SARS，當天並未對X光室的隔離衣消毒，外包的劉姓洗衣工將髒污的隔離衣送洗，由此開啟和平醫院院內感染之路。4/12，出現發燒及腹瀉現象，4/16就醫進入B8病房，由於未被診斷為疑似SARS，醫護人員在沒有防護的情況下接觸，而發生群聚感染。畢竟台灣在4/20之前，政府一直自豪於「零死亡、零輸出、零社區感染」的SARS「三零紀錄」，而當時也適逢衛生署召開國際研討會前後，其政治氛圍可能因此助長隱匿疫情的狀況。
4/10，衛生署疾病管制局將已在新光醫院住院的曹女士排除SARS個案，理由是他並不符世界衛生組織「曾到過 SARS 感染地區」，或「曾與診斷為SARS之病人有密切接觸」的兩個判斷基準。然而事實上，早在4/1世界衛生組織就在兩個基準外，加上了「或住在SARS感染地區」，但疾管局並未考慮新的基準。但台北市認為此病例實有疑慮，仍維持對於病人與相關接觸者之檢疫/隔離措施，未予解除。一直到4/16，曹女士才由於冠狀病毒檢測呈陽性反應，改列為待審病例。時任疾病管制局局長蘇益仁認為此延誤可能也是疫情擴散的原因之一。當時台北市的防疫作法，係只要接獲通報疑似案例，即啟動疫情調查與居家檢疫措施。在香港淘大花園社區爆發群聚感染之際，邱淑媞此前也曾建議台灣應比照世界衛生組織更新通報定義，勿將病例定義限於有旅遊史者，未獲接受。
4/16，時任台北市衛生局長邱淑媞以密件指示各市立醫院「以收治結核病患為主，SARS個案優先轉送醫學中心治療」，造成市立醫院用肺結核病人把呼吸治療的負壓隔離病房床位佔住、不收SARS病患的現象，將疑似感染的病人轉到新光醫院、台大醫院等院，使得疑似SARS病患在第一時間並沒有足夠的床位能收治。事後台北市衛生局遭監察院提出糾正，字號「093財正0013」，糾正案文第19頁明確指出「台北市政府衛生局逕行指示市立醫院轉診ＳＡＲＳ病患，核與法令有悖，亦與該局先前函示自相矛盾，復未恪遵病床調度規定，切實騰空呼吸道隔離病房，致疫情爆發時隔離病房不敷需求，顯有違失。」然而，集中收治或分散收治，本來就各有利弊。當時張上淳在和平醫院封院後，就曾立即要求以和平醫院作專責醫院，把臺大醫院急診室病人全部倒到已經驚慌失措的和平醫院。此次新冠疫情，2021年台北市疫情升起時，和平醫院又同樣漏診腹瀉發燒之病人，等到肺炎出來才發現，造成院內感染，張上淳同樣又要求以和平醫院作專責醫院。專責醫院就是一種集中治療模式。
- 4/16，和平醫院向衛生局通報了1名放射師與2名護士為疑似病例。
- 4/21，通報3名病患疑似感染。
- 4/22，再通報2名醫師、1名護士、1名護理書記、1名實習學生，及劉姓及林姓2名洗衣工共7人疑似感染。
- 4/23，通報1名病患、3名病患家屬、1名印尼籍看護工、1名護士，共6人疑似感染。

4/21，邱淑媞曾警告社區感染的可能性，應依據世界衛生組織新的病例定義更新國內病例定義，未獲中央採納，當和平醫院將曹女士通報為疑似SARS。面對和平的院內感染，疾管局向行政院的作法是在4/23緊急調出一個月前曾經到過和平醫院的15,000名病患就醫資料 (錯誤，這是封院後的要求)。他們認為，掌握和平醫院病患就醫資料，原則上應可初步定出防疫計畫。然而經監察院糾正調查發現，直至4/30台北市政府僅掌握其中1,000餘人。
4/22，衛生署與衛生局共同清查、研商後，先決定4/23縮小門診、暫停急診，然而當天繼續有新的通報病例。
4/24上午，市府早餐會議時馬英九市長做出管制人員出入的決定，隨後至行政院與林信義副院長開會時，歐副市長及邱局長於會中報告這個管制決定，現場專家學者接受台北市政府的決定，也做出台北市衞生局接管，中央全力協助的結論，這是亡羊補牢的負責任做法。於是這個結論由行政院衞生署依行政慣例，發出公文給台北市衞生局、台北市政府、和平醫院及疾病管制局。
公文清楚要求台北市衛生局成立「接管小組」進駐和平醫院，須管制人員出入，分區使用管理，專家群更進一步建議，要做好醫院內醫護人員的個人分開檢疫等三項具體防疫配套措施，時任衛生署長涂醒哲表示當時他也親自打電話給邱淑媞，請邱淑媞務必找市長、副市長協助，找到可以安置同仁的檢疫場所。
會後也在行政院召開記者會，宣布中午封院，並提出五項配套措施，包括:
1. 中央及地方全力合作，防止疫情擴散。
2. 和平醫院暫時關閉、全面管制。
3. 所有病人集中治療，員工全數召回集中隔離，院內人員家屬居家隔離，對過去兩週進出醫院人員及病患進行追蹤，遇有症狀立即治療。
4. 對集中隔離所需處所，請台北市評估地點，由中央全力協助。
5. 因情況特殊，很多事情需第一時間進行處理，包括醫療資源和行政協助，中央政府各部會要做好協調，並全力、主動、積極協助各級政府做好防疫措施。依台北市衛生局送給監察院之相關紀錄，台北市衛生局於4/23提案獲衛生署專家委員會支持，成立中央與地方聯合處理小組，每日皆開會研商。

同樣4/24，台北市政府進一步開設「防止ＳＡＲＳ疫情擴大緊急應變小組」(後改稱「台北市災害應變中心」)，以因應衛生署要求組成接管小組之需求，除處理院內分棟、分層之進一步感控支援，亦處理中央要求之過去兩週進出醫院人員及病患高達一、兩萬人之社區追蹤措施。當時由於這前所未見的舉動造成病患與院內醫護驚恐萬分，邱淑媞特別在『中央與地方聯合處理小組』會議上，拜託專家進駐和平醫院，也拜託了時任台大醫院感染科主任張上淳教授進入向員工廣播指導，但張教授臨時不克參與；何美鄉、美國CDC專家、疾管局人員次日4/25有進去進行疫調、指導。而台北市政府，則派了璩大成、副局長許君強、科長張朝卿、防疫技士魏惠志進駐院內。另外，由於封院突然院內防疫資源來不及備妥，衛生局也協助持續調度送入大批防護裝備，其中包括高階防毒面具等。
短時間內召回全院900多名醫護人員即刻返院隔離，家屬居家隔離；200多位住院病患集中和平治療，創下台灣醫院「封院」的首例，然而事前準備不足、倉促下執行面出了許多問題。因一開始並未依中央指示備妥接管小組(含足夠醫事與行政人員)，這些措施的成效有限。其間台北市衛生局做出了像是：「把人在外面、可以做自我居家隔離檢疫的醫護人員召回」、「讓有症狀與無症狀無接觸的人聚在一起」、「院內缺乏防疫隔離物資的情況下讓醫護病患群聚院內」、「於酷熱天氣關閉院內空調」等等的愚行，讓他們暴露在更危險的場所，也有像周經凱醫師這樣抗命不回院，事後遭到嚴厲處分的例子。
4/26，行政院一開始是完全站在協助的立場，不過封院之初，台北市政府卻完全沒有分層、分級、分類管控，防護準備嚴重不足，醫界大老紛紛提出強烈意見，和平醫院內部更出現被隔離的醫護人員衝破封鎖線等衝突，原本打算全權由行政院處理的陳水扁總統，最終還是在4/26站到第一線。緊急邀請陳建仁、台大感染科主任張上淳、衛生署長涂醒哲、疾病管制局局長陳再晉開會。與會人士建議，應儘速將和平醫院內的ＳＡＲＳ病患移出，避免健康的人也交叉感染，陳總統對涂醒哲也有微詞，一度要求涂醒哲一定要在24小時內完成這項任務。在場人士緩頰後，才改為36小時移出病患，這就是「和平醫院36小時作戰計畫」的由來。
同樣在4/26，葉金川教授穿上全副防護裝備進入和平醫院先行評估了解。這天以前，葉金川教授還在花蓮慈濟大學教書、這是他從公衛體系退下來的第五年，卻因為從老同學電話中得知和平醫院狀況嚴重而主動聯繫台北市政府，並且親身投入第一線。
4/27，初期種種亂象令台北市政府面臨重大危機，因此前局長、前兩天還在慈濟大學公衛系任教的葉金川教授毛遂自薦進駐指揮，封院初期(4/24~4/27)的混亂也由這天開始情況有了改善，日後台灣社會也以此事件讚揚葉金川「孤身進入封院的和平醫院穩定軍心、成功控制住疫情」。
然而時任局長邱淑媞與前局長葉金川共同進入和平醫院的這天卻出了嚴重的公關危機，相較於葉金川的防疫穿著，邱局長在防護衣、頭罩之外，更多了接上管子的面罩與疑似氧氣筒，輿論遭批評為太空裝，醫護同業抱怨其裝備比院內醫護之裝備齊全。據台大醫師施景中所述，和平醫院當時所有醫生配戴口罩，來視察的葉金川穿著防護衣沒蓋住頭，唯獨邱局長穿著前述裝備包著密不通風，使得「葉金川為邱局長善後」「市府官員貪生怕死」等等批評從此伴隨著她。
當時院方區分為AB棟兩區，將醫院A棟作為乾淨區，大多數不需要照顧SARS病人的醫護是在A棟，進駐後的葉金川教授亦在A棟，乾淨區只需配戴N95口罩，葉教授與院外記者揮手時即是如此。
但是現實層面則是分區、分層從來不曾完美施行，A棟仍不時傳出確診不適消息。從4/24開始B棟防疫準備就未能及時到位，導致醫護人員接連病倒，人力不足下只好調派A棟人力支援，而支援時仍未做好足夠的準備，例如時任和平醫院小兒科林秉鴻醫師在他的隔離日記曾提過：發放便當時A、B一起排隊，未能落實分棟分層的初期亂象。葉金川進駐後也因為高層認為有需要而開放部分人員可來回A、B棟，徒增傳染擴散風險。
4/29，葉金川在院內廣播承諾分三天把B棟的病患及人員全部撤離，到時醫院的危險降低而A棟又沒有人發生感染的話，隔離的14天期限一到就可以全撤，帶給院內人員一道曙光。
4/30，「A5加護病房現為疫區視同B區加強隔離，所有A棟人員自今天起重算14天。」然而僅隔一天來自葉金川的這道指示又讓人員遭受沉重打擊，廣播中交代B棟人員移出的工作進度，並呼籲所有A棟人員堅守崗位不動，並由各單位主管發給每個人一張體溫及症狀記錄表，從4/30到5/13，A棟是白卡，B棟是紅卡，每個人把卡片掛在脖子上，紅白卡持有人不可相混。廣播中也到說他視察A棟的結果發現有人脫口罩一起吃便當，互相摸來摸去，打球。他呼籲有這些行為的人不要拿其他人的生命開玩笑，請尊重別人的生命。
官方認定相對低危險的區域只剩A棟6F到10F，B2到4F，及A5的洗腎室和行政辦公室兩個地方等。但林秉鴻醫師在內的現場醫護人員早知A棟與B棟的隔離一直不是最完全的隔離，像葉教授睡A616，院長睡A5院長室等，有幾個內科醫師會回來睡A6病房。這些人都是拿紅卡，他們在連結通道C區會脫下白色防護衣，並宣稱會沐浴。感染症專家何曼德院士認為不可以從B棟跑到A棟，B者恆B，可是高層認為可以，容許了這些可能成為破口的行為。A棟與B棟的護理人員下班後會有專車各自接送到國軍替代役中心，A棟的人睡二樓，B棟的人睡三樓。各層的隔離也不是絕對的隔離，基於一些庶務，有些人員會到一樓，或是沒控管好的單位就會任由人員到一樓大廳拿東西。
5/2，當時基河三期國宅共計有569戶，是剛建成的全新住宅，尚無人遷入居住，可以避免許多不必要的干擾，成為台北市政府的最佳選擇。仁愛醫院這天接獲衛生局長邱淑媞的指示，與國宅處、警察局、消防局、民政局等相關單位成立「基河國宅ＳＡＲＳ防疫隔離收治中心」，負責接管隔離區內的照護工作。5/4開始移出人員的居家隔離時已完成256個房間的各項設備建置，每間均提供電視、電扇、桌、椅、床鋪、棉被等。
5/3，在B棟逐漸淨空後，這天晚間也開始撤離A棟人員，首批共移出122名病患、家屬及醫護人員到基河三期國宅，進行為期10天的居家隔離，這也是和平醫院封院以來最大規模的撤離行動。
5/4，早上10點第二批Ａ棟的人員也陸續移出進住基河三期國宅，接受居家隔離。
5/8，和平醫院撤離最後一批病患及醫護，全院淨空徹底消毒，和平醫院危機才暫時解除。最後一共造成154人在院內感染SARS，35人不幸病逝，當中更包括醫師、護理師、醫院清潔環保員、醫檢師、護理書記共7名醫院員工。
由於社區傳播已經在台灣發生，繼和平醫院淪陷之後，亦有其他縣市之醫院發生院內感染；衛生署涂醒哲署長、疾管局陳再晉局長雙雙辭職的同時，台北市衛生局對和平等相關人員的懲處速度與作業程序落後，也招致外界批評與不滿。
5/23，台北市SARS疫情說明會後，葉金川得知邱淑媞不忍心苛責辛苦的人員當場喝斥她「這不是什麼忍心、不忍心的問題，該辦的就辦，該罰就罰」。邱淑媞表示早在5/13就做出懲處決定，但因公文往返的時間拖到5/22才公布。稱「懲處公文全由衛生局主任秘書蕭東銘負責，我個人也有監督不周的責任」。同日下午，衛生局立即將蕭東銘記兩次申誡處分。
5/26，台北市衛生局局長邱淑媞第三度請辭獲准。和平醫院淨空後，邱局長為負起政治責任於5/8提出書面辭呈；5/20，又口頭請辭，但馬英九市長要求邱淑媞一起打贏這場抗疫戰爭；5/25中午邱局長第三度表達辭意，台北市長馬英九原有意改聘她為有給職顧問、不過邱淑媞當場辭拒，之後衛生局長一職由副市長歐晉德暫代，台北市立忠孝醫院副院長吳文豪升任衛生局副局長。

#### SARS事後

##### 個人評價
- 陽明醫學院公衛所長陳宜民評論說，邱淑媞在和平封院後「完全亂了方寸」，甚至連對外界求救的訊息都沒有，「她向來只和台大團隊對話，SARS疫情擴大，台大系統成為中央後援，她根本沒有諮詢對象協助她做正確決定。」此外，邱淑媞人和不足、與市立醫院長期扞格，陳宜民認為都是市醫不願上報疫情的原因。「邱淑媞三月底重砲要求中央宣布SARS為法定傳染病的判斷是對的，卻沒回頭看看市醫的感染情況。」[18]

- 台北和平醫院封院後，在慈濟大學任教的葉金川教授意外接到一通和平醫院顧問的老同學電話，轉述了院內醫護人員的一封長信，信裡盡是血淚、恐慌、無助與求援，老同學希望葉金川能幫忙。此時，葉金川才知道和平醫院疫情竟然已經如此嚴重。他撥了電話給台北市衛生局長邱淑媞，「我要知道是武器不夠？士氣不足？還是領導不夠？到底是哪一樣出問題？結果是，都不行。」

- 李光宙[19]評論說：那時候，邱淑媞剛半工半讀念完台大公衛碩士、博士課程也還進行中，對於公共衛生頂多才算入門不久，卻急於馬市長前表現，生澀地穿起國際級防疫重裝入和平醫院，一再於記者會上發表和當時衛生署對SARS全國防疫策略背道而行的言論。結果，促成她被藍綠議員要求提早黯然下台[20]。

##### 紀錄報導
臺灣公共電視台先後拍攝《和平風暴 （页面存档备份，存于）》（2003）與《穿越和平 （页面存档备份，存于）》（2006）等紀錄片，記錄台灣在SARS爆發期間，疫情最為集中的和平醫院為背景和相關人物的心聲、及事後相關懲處，與法律審判歷程；專書《恐慌，在政治瘟疫蔓延時 （页面存档备份，存于）》則指台北市政府對抗SARS的策略是典型的錯誤示範，例如鼓勵民眾戴口罩會造成口罩缺貨，讓真正需要口罩的醫護人員沒有口罩可以使用；另一個錯誤示範是過早要求把SARS訂為法定傳染病，對防疫反而有害無益，因為原先的防疫手段只要確實執行，已足以阻止SARS。訂為法定傳染病後，醫療系統會為了避免犯法，通報過多疑似SARS病患，反而造成不必要的浪費及恐慌。
壹週刊記者於封院當時正在和平醫院採訪，便留下來與上千名醫護人員、病患和家屬，一同經歷這次與死亡近距離接觸的事件，並以無線通訊設備傳輸出封院後的真實景象。

##### 政治責任
監察院在事件過後進行調查，前和平醫院院長吳康文、感染科主任林榮第兩人都因此遭到彈劾，但原本列為彈劾名單內的前台北市衛生局長邱淑媞，則因為一票之差並未通過彈劾。
事後行政院衛生署、台北市政府遭監察院提出糾正，糾正案文字號「093財正0013」，關於台北市政府衛生局的項目如下：
- 八、台北市接連發生和平、仁濟、中興、關渡、陽明醫院及華昌國宅感染ＳＡＲＳ事件，造成重大防疫漏洞，核台北市政府衛生局對於全市醫政及防疫業務督導欠周，院內感染控制作業疏於查察，洵有未當。

1. 經調查仁濟醫院、中興醫院、台大醫院、馬偕醫院，甚至於高雄長庚醫院、澎湖醫院相繼發生之院內感染ＳＡＲＳ事件，均與和平醫院呈現強相關，至關渡醫院、陽明醫院之院內感染ＳＡＲＳ事件，亦與和平醫院呈現弱相關，足見台灣地區ＳＡＲＳ連續突發流行是和平醫院沒有做好院內感控，導致全台ＳＡＲＳ疫情蔓延所致。
2. 按台北市政府衛生局組織規程第二條規定：「台北市政府衛生局置局長，承市長之命綜理局務，並指揮監督所屬機關及員工」，本次台灣地區發生ＳＡＲＳ風暴，首由市立和平醫院漠視院內感控，顯與台北市政府衛生局平時或緊要時刻對於全市之醫政及防疫業務督導欠周有關。
3. 衛生局每年定期辦理醫療院所業務督導考核，對於院內感染控制績效為其督導考核之重要事項，就本次和平等市立醫療院所先後爆發群聚院內感染之嚴重事實，足見台北市衛生局對於督導考核市立醫療院所院內感染之工作顯未落實，且各市立醫療院所之防疫準備工作確有不足。

- 九、台北市政府衛生局逕行指示市立醫院轉診ＳＡＲＳ病患，核與法令有悖，亦與該局先前函示自相矛盾，復未恪遵病床調度規定，切實騰空呼吸道隔離病房，致疫情爆發時隔離病房不敷需求，顯有違失。

1. 疾管局於3/28以衛署疾管核字第○九二○○○三七五一號函要求：為因應ＳＡＲＳ疫情需要，請務必協助收治須隔離治療之ＳＡＲＳ疑似病患。台北市政府衛生局也在4/7以北市衛技字第○九二三一五六三一○○號函要求：針對邇來媒體報導指有市立醫院拒收ＳＡＲＳ病患情事，特重申各院務必確依傳染病防治法妥善提供醫療服務，不得拒收病患，違者依法從嚴論處，並追究行政責任。
2. 經確認台北市政府衛生局於4/2由副局長許君強邀集各市立醫院院長召開「台北市政府衛生局所屬市立醫院因應『ＳＡＲＳ疫情』呼吸道隔離病房調派討論會議」，其會議紀錄（4/16才以「機密件」發文）之決議三為「各院全面清查ＴＢ病患人數及各院呼吸道隔離病房之房間數與床數，儘可能空出床位，俾利後續集中收治病患及呼吸道隔離病房之調派」，然而邱淑媞局長旋即於會後指示事項卻變更為「在病患數仍少時，其分工為：市醫團隊以收治結核病患為主，ＳＡＲＳ個案優先轉送醫學中心治療；若醫學中心已無法再收容ＳＡＲＳ個案時，則啟動『松德專區案』」，並留有會議紀錄可查。由此可見衛生局未能切實要求各市立醫院確實遵照上級指示及傳染病防治法之規定共同面對抵擋ＳＡＲＳ，反倒以機密文件指示市立醫院規避ＳＡＲＳ病患，以致各市立醫院未能做好ＳＡＲＳ之感染控制措施。
3. 當時市立醫院共有七家具負壓性隔離病房，經查詢和平醫院封院之前（4/23晚上），除忠孝、慢性病防治院、萬芳醫院外，其餘中興、仁愛、和平、陽明醫院皆住滿病患，總計當晚市立醫院負壓隔離病房46床，有41床住滿病患，使用率高達89％，且大多數均收治結核病患。而和平醫院淨空期間（4/27至5/8），由該院轉出ＳＡＲＳ病人88人中，轉入市立醫院者僅占18人。
4. 綜合以上足見該局未切實要求騰空市立醫院之呼吸道隔離病房，致和平醫院疫情爆發後，隔離病房調度捉襟見肘不敷需求，實有違失。

- 十、台北市政府衛生局兼負台北市災害應變中心醫護組重任，卻對和平醫院封院之規劃欠周，配套不足，任令院內指揮體系渙散失據，復未督飭該院落實隔離管制措施，引發院內脫序亂象與感染疑懼，殊有未當。

1. 台北市政府衛生局雖在4/23提示和平醫院「先行暫停急診、停收住院病患及緊縮門診服務」，但卻於4/24日斷然封院，期間台北市政府衛生局規劃籌措相關外援物資人力欠周，配套不足，食宿安排與家庭子女生活照顧，一時無法做到令人滿意、釋懷之境地。因此封院之初，部分醫護人員、病患暨家屬心生焦慮，以致當日與次日陸續出現若干脫序現象，諸如封院當日下午病人家屬跳窗出院暨隔日上午五位護士在院門口抗議，甚至發生院內民眾自殺事件，給予外界慌亂失序之印象；且引致ＣＮＮ等國際媒體關注，反覆播放上開脫序之畫面，更是嚴重戕害我國整體防疫形象。
2. 再就和平醫院封院後之指揮體系而言，當時台北市政府衛生局並未依衛生署4/24之函示組成接管小組（含足夠之醫事及行政人員）進駐院內指揮，該院吳康文院長苦等接管小組未果，輿論對該院負面報導沸沸揚揚，院長威信倍受院內同仁與外界質疑，領導統御力有未逮，造成院內人心惶惶。
3. 綜上，台北市政府於4/24成立市級「防止ＳＡＲＳ疫情擴大緊急應變小組」並聲稱吳康文院長仍負和平醫院封院後之全權指揮官之責，但依照該府於4/27指派顧問葉金川入內協助指揮之架構圖，吳康文院長僅為「愛心動員組」成員之一而已，足見當時和平醫院之指揮權責混淆不清，又依台北市政府各局處ＳＡＲＳ疫災任務分工表中，台北市政府衛生局乃該任務編組之醫護組，應負處理和平醫院封院細節之最大責任，由此可知該局規劃不周，配套支援不足，引發院內脫序亂象，突顯該局未切實依衛生署之函示組成充裕醫事及行政人力進駐院內接管，形成院務運作渙散失據，且未能督飭和平醫院落實感染控制及隔離管制措施，肇致台北市防疫重大漏洞。

- 十一、台北市政府對於和平醫院封院所採行之配套支援不足，且就地隔離措施欠當，召回醫護人員目的不明，程序草率混亂，徒增院內交叉感染之疑懼，引發抗議脫序亂象，貽笑大方，確有可議。

1. 在4/24下午拉起封鎖線隔離全院後，院內人員之食、宿、家屬子女照護等問題，尚缺乏配套解決，包括公文明示將有「接管小組」入內接管，亦因市府應變不及而無下文。加上院內缺乏足夠防疫裝備、在酷熱天候中關閉空調，無疑是徒增被隔離者之不安與不適。因此，院內耳語不斷，人心惶惶、人際關係疏離。而和平醫院之醫護人員，穿著一身密不通風防護衣褲，吃住困乏之餘，還要照顧病患，超時工作，身心俱疲，尤足為難。顯見衛生局對於和平醫院封院前後的人員、物資管控與後勤支援，未盡主管機關應有之角色及職責。
2. 和平醫院封院後，台北市政府下令召回院內醫護人員，引發諸多抗爭議論。如為「強制隔離」，然該院欠缺適當之隔離設施與足夠之裝備，亦無隔離之配套措施，徒使召回之醫護人員暴露於院內交叉感染之高危險環境中。
3. 再者，和平醫院召回人員，原只限編制內專職人員，並不包括編制外合約醫師和志工，然而該院及衛生局之召回程序草率混亂，既未釐清掌握應召回人員名單，例如該院編制外合約醫師李易倉本不在召回之列，亦未曾接到任何召回通知，該院及衛生局卻因嚴重疏失，對媒體提供錯誤訊息，且就媒體該項錯誤報導，亦未及時澄清。
4. 市府隔離措施欠當：

(1)選址未盡審慎：查和平醫院爆發感染疫情，正是病毒最多，傳染性最高、最危險之地方，在病毒充斥之地「就地隔離」將使得尚未受到感染者極易因而遭到感染。
(2)未切合「隔離」之學理要求：所謂隔離，應是一人一室，獨立衛浴，不與他人接觸；但和平醫院只有400多床（其中單人房僅28間），未切合其他病患、家屬、醫護人員共一千餘人與ＳＡＲＳ病患隔離所需之空間需求。
- 十二、有關ＳＡＲＳ是否列入第四類法定傳染病與疫情之發布，均屬中央之權責，台北市政府衛生局未循行政體系建議或取得授權，逕行訴諸媒體發表，僭越應有分際，實有未洽。

1. 經調查衛生局邱局長淑媞從未以任何正式管道或程序向衛生署（含疾管局）或ＳＡＲＳ防治專家會議及行政院因應ＳＡＲＳ跨部會會議提出「建請衛生署將ＳＡＲＳ指定為第四類法定傳染病」，也未將其必要性詳細向衛生署說明，僅在記者會以新聞稿方式隔空建議，刻意凸顯地方之態度及角色。是以衛生署雖交予嚴重急性呼吸道症候群相關事宜會議討論（決議仍無必要列入），卻於3/24以「北市經驗不足」作回應，未正式說明具體之理由，此種「中央、地方做法不同，彼此炮轟，有無心結…」等媒體報導，對教育社會大眾防範ＳＡＲＳ疫情實無助益。
2. 傳染病防治法第十條規定：「傳染病疫區之決定、宣布及解除，由中央主管機關視實際情況為之。傳染病疫情，由中央主管機關發布之。但第二類、第三類傳染病疫情經報告中央主管機關後，得由地方主管機關發布之。」ＳＡＲＳ既已列入第四類法定傳染病，依上述條文規定，疫情發布之權責在中央主管機關（衛生署）。
3. 然而5/24當ＳＡＲＳ防疫總指揮官李明亮說：「疫情趨穩，民眾可以慢慢恢復過正常生活」時，台北市衛生局卻擅自發布ＳＡＲＳ疫情，指稱「疫情尚在高原期」，導致混淆民眾視聽而無所適從，類此發言顯已逾越地方政府之權限，殊有欠當。
4. 據上所述，面對新興傳染病ＳＡＲＳ，台北市在未參加專家會議之情況下，做出若干與中央防疫策略或相關規定不同步調之決定，未顧及行政倫理，造成中央、地方各唱各調，徒增防疫行政之困擾，已有可議。更何況疫病防治形同作戰，地方政府應依法接受中央政府指揮，採取全國統一之防疫步驟，統整發揮資源效能；如有任何可行建議，亦當循行政體系陳報中央參採，透過專業討論，尋求共識再付諸實施。

- 十三、台北市政府衛生局未及時提供ＳＡＲＳ應行居家隔離名單，簽辦公文疏脫延宕，行政效率及相關管考功能不彰，顯有違失。

1. 和平醫院感控小組與衛生局無法及時察覺院內感染跡象，甚至在4/22疫情已嚴重爆發後至封院前夕，都未能有效規範和平醫院內有可能感染ＳＡＲＳ病毒的住院病患任意轉院。加上衛生局在和平醫院封院後疏於追查相關就診名單，辦理可能接觸感染源之Ａ、Ｂ級隔離圍堵措施，到4/30該院封院已滿一週，應追蹤就診名單據查有一萬多人，但市府卻只掌握一千餘人。而仁濟醫院封院後多日，應該居家隔離的名單亦未能及時提供市府相關局處追蹤管制，甚且仁濟醫院史姓居家隔離病患，在死亡十日後才被發現，其它如居家隔離者接到隔離通知的速度緩慢，未落實代為清除居家隔離者垃圾等，具見該局執行居家隔離政策不力，無法在疫情發生的第一時間掌控「和平醫院可能罹患ＳＡＲＳ的病患名單、可能流向」，提供有關單位追蹤以控制疫情，實難脫行政疏失之責。
2. 衛生局於4/2由副局長許君強邀集各市立醫院院長召開「台北市政府衛生局所屬市立醫院因應『ＳＡＲＳ疫情』呼吸道隔離病房調派討論會議」，其會議紀錄之判行日期為4/10，但實際發文日期卻為4/16，此種急要之公文流程長達六日，有違公文管制規定。
3. 衛生署於4/24即以電子公文「最速件」[25]函請衛生局成立接管小組進駐和平醫院，並依院內感染管控規定，全面管制人員出入及進行院內分區使用管理，並要求衛生局接管小組、諮詢小組、醫院人員進出、分區使用管制內容，應即函報衛生署備查。然而衛生局直到5/5才以「普通件」[26]函覆內容未盡完整之相關資料及決議事項，耗時十一日，公文承辦顯有延宕，明顯與衛生署函示「應即函報衛生署」的要求不符，而且擅行變更公文速別等級及部分內容也被監委認定不妥。
4. 和平醫院感控小組通報作業出現狀況影響防疫工作，造成衛生局以「延遲通報」加以裁罰，事後卻又以傳真機「忙線，未及傳送」為由撤銷裁罰之烏龍事件，招致社會各界質疑批判。監委對於事後仍未查究議處相關失職人員、仍未查明真相感到十分不解。此外，和平醫院陳姓護理長的傳染病通報單，實為「台大醫院」所通報，衛生局卻輸入為「和平醫院」通報疾管局，亦有疏誤。

### 任職國民健康署署長時期
在為SARS負起政治責任辭去台北市政府衛生局局長一職後，邱淑媞回到陽明大學當助理教授；也遇到當時指導老師陳建仁院士全力協助，幫她順利及早完成博士學位，但是她並非就留在學術界。2006年馬英九開始爭取國民黨總統提名和隨後的全國競選時，邱淑媞自願擔任競選團隊發言人，以美麗清新兼醫師的形象重新踏回政壇。
當2008年馬英九總統上任，多年執政愛將的邱淑媞很快就被派任執掌當年衛生署(現改制衛生福利部)幾乎最大資源和業務費用的國民健康局局長(現為國民健康署)。在衛生署整體經費中，國民健康局的經費除了疫苗施種外，其餘多數是選擇性的活動經費，比起健保局經費，更自由靈活、好運用，讓邱淑媞得以推動其健康促進的主張。很快邱淑媞幫馬英九總統推出一系列全國跑透透的短褲跑步風，接著推出全國減重計畫，讓許多意在拿獎金的民眾一時之間趨之若鶩。雖然後來卻未能將減重運動和健康管理的核心價值深植社區，不到兩年就走入歷史。
2012年成為中華民國臺灣首位擔任WHO官方網絡理事長。早在2006年，在時任醫務管理學會理事長的邱文達等人支持下，任職於台北市政府衛生局的邱淑媞推動臺灣加入健康促進醫院國際網絡(以下簡稱HPH國際網絡)，並於2010年獲選為副理事長、2012年獲選為理事長，是臺灣首位擔任世界衛生組織官方網絡理事長之人士，曾代表HPH國際網絡與3個國際組織簽署國際合作備忘錄，曾協助美國、加拿大、義大利、韓國、新加坡、泰國、印尼、愛沙尼亞等國成立或拓展網絡，使全球會員數達到1000家以上；另亦承辦2項世界衛生組織交付予HPH國際網絡之任務(推動環境友善醫院、推動HPH進階認證跨國研究計畫) ，還曾出席聯合國氣候變遷大會記者會。2014年邱淑媞任期屆滿，交棒給新選出之理事長(為義大利之國家代表)。 依當時網絡之憲章，任一網絡不能擔任超過兩屆之監理委員，但邱淑媞已擔任兩屆監理委員，甫卸任，即獲會員大會推舉並以熱烈鼓掌通過，邀請其再擔任監理會之觀察委員，且將討論修改憲章，使較資深的網絡能繼續有被選舉權。
2013年，國民健康署選在8/23舉辦第一屆健康促進貢獻獎表揚大會，對健康促進政策的策劃、倡議、推行與服務創新有具體貢獻者致上最高敬意。鼓勵從上游著手，在還沒有出現病痛時，就想辦法減少日後疾病發生率，減少醫療支出。此獎至2016年為止共舉辦四屆，在邱淑媞調派至部立桃園醫院後，隔年起不再辦理。

### 參選宜蘭縣長

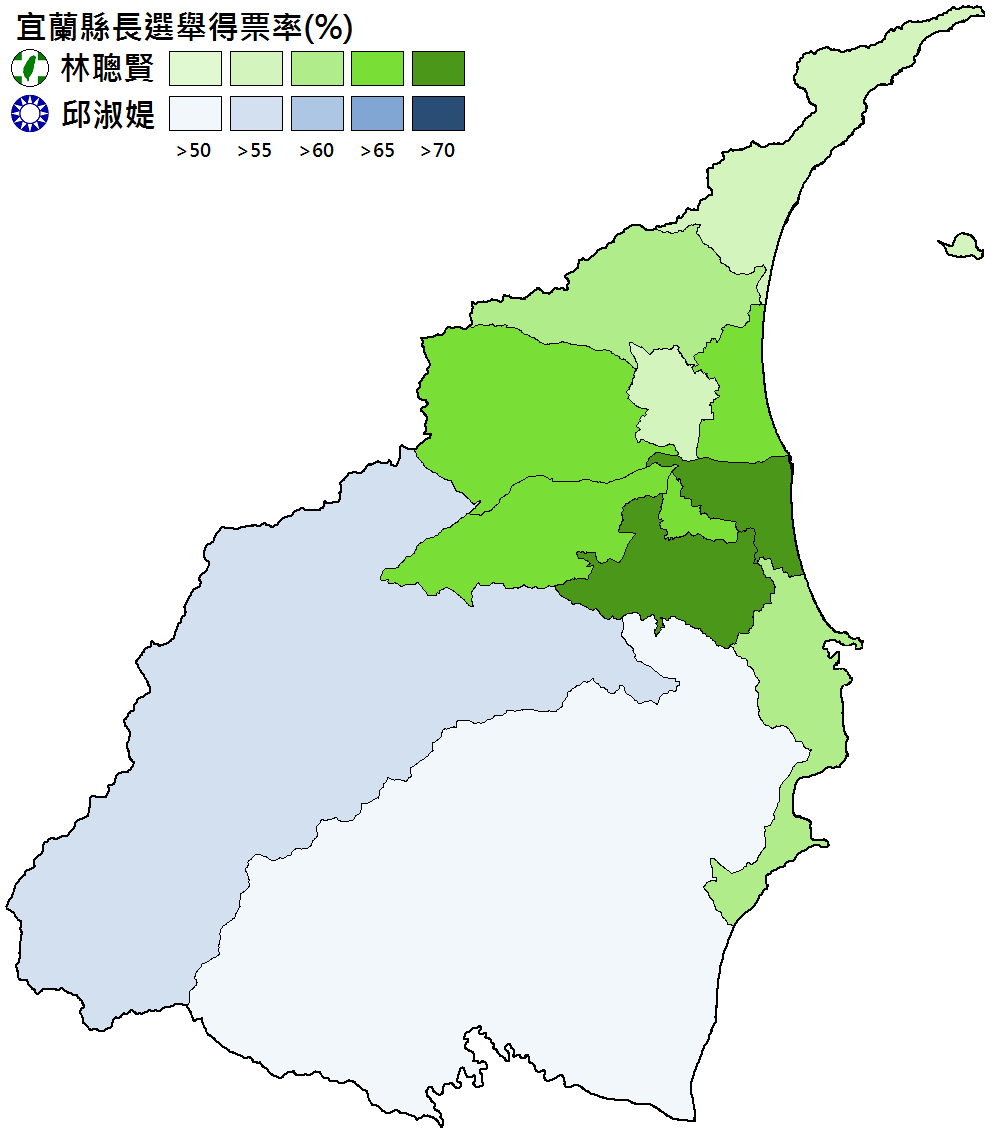
宜蘭縣長選舉得票分布。

2014年，於國民健康署署長任內接受國民黨徵召帶職參選宜蘭縣長，雖遭到質疑但依照《公務人員行政中立法》規定，自候選人名單公告至投票日止，參選人都可以請事假或安排休假，衛福部長邱文達也為邱淑媞背書表示，「她很多假都還沒休啦！」，因此並未違法。
她以「宜蘭媳婦」及「宜蘭義工」作為號召，更公開表達「反核」立場，然而在媒體採訪時再度爆發公關危機，被拍下『你們這次不選我，你以為我下次還會再來嗎？』的片段，引起社會譁然。面對指陳，邱淑媞表示，當天受訪時記者的提問比較負面，被問得有點挫折，加上跑很多行程有點疲累，而且外面也有耳語說，下一次選舉再投給她，情緒才激動起來。邱淑媞說，她全心全力投入選舉，希望給宜蘭鄉親帶來新的轉變，自己是玩真的，才想用比較俏皮的方式，告訴大家『這一次就要支持我，不用等到下一次』，不過反應太過激動，表情看起來很生氣，看到電視播出後很想「撞牆」，對縣民實在很抱歉。然而選舉結果最終以得票九萬多票落選。
| 1        | 林聰賢   | 民主進步黨     | 160,253票 | 63.95%                        | 當選                          |
| 2        | 邱淑媞   | 中國國民黨     | 90,320票  | 36.05%                        |                               |
| 選舉日期 | 選舉日期 | 2014年11月29日 | 選舉人數  | 365,138人                     | 365,138人                     |
| 投票率   | 投票率   | 70.46%         | 投票人數  | 有效：250,483人 無效：6,715人 | 有效：250,483人 無效：6,715人 |

宜蘭縣自1951開放民選縣長以來30年，8屆縣長均為中國國民黨籍，直到1981年陳定南當選，到2014年的33年間國民黨只選上過1屆4年的縣長。面對尋求連任的現任縣長，帶職空降的她一開始就處於弱勢。該年宜蘭縣議會選舉結果總投票數國民黨拿到36.99%、民進黨37.6%、其他佔25.41%，對比她縣長拿到36%，可發現她幾乎只有自己政黨的支持者。
再看到宜蘭有些鄉鎮市明明議員、民代的比例是藍大綠小，卻是由民進黨拿下鄉鎮市長，反之亦然，探討背後主因便會發現派系的運作加上「全縣只有一席」的選區劃分導致這些現象，這次選舉邱淑媞採取的選舉方式顯然沒有吸引到太多派系的支持。

## 名言(金句)
- 邱淑媞：笨到歌頌他真要鬧全球笑話[31]

- 邱淑媞：你們（宜蘭縣民）這次不選我，你以為我下次還會再來嗎？

- 邱淑媞：(和平醫院會議上)你們自己的事不解決，誰來幫你們解決？[32]

- 檢驗試劑應「免費寄到家」不該排隊買　邱淑媞：台灣比國外2020年還落後[33]

- 邱淑媞諷重症清零 輕症病死家中

- 《橋牌社》要拍「和平封院」外傳 邱淑媞：很期待，會請律師一起[34]

- 前衛生局長邱淑媞日前於臉書po文認為，指揮中心因一連串可預防的錯誤，才導致院內、轉院、社區的警報全響起，「台大公衛學院專家被打到噤聲，只剩吹捧的馬屁精、大內宣，這是人民之福嗎？」[35]

## 選舉紀錄
| 年度 | 選舉屆數               | 選舉區 | 所屬政黨   | 得票數 | 得票率 | 當選標記 | 備註 |
| ---- | ---------------------- | ------ | ---------- | ------ | ------ | -------- | ---- |
| 2014 | 第十七屆宜蘭縣縣長選舉 | 宜蘭縣 | 中國國民黨 | 90,320 | 36.05% |          |      |

## 主要著作
- Chiou ST, Lin HD, Yu NC, Hseuh HK, Lin LH, Lin LT, Chen TJ, Lai MS. An initial assessment of the feasibility and effectiveness of implementing diabetes shared care system in Taiwan—some experiences from I-Lan County. Diabetes Res Clin Pract 2001, 54 Suppl 1: S67-73  Abstract (PMID) 11580971
- Chiou HY, Chiou ST, Hsu YH, Chou YL, Tseng CH, Wei ML, Chen CJ. Incidence of transitional cell carcinoma and arsenic in drinking water: a follow-up study of 8,012 residents in an arseniasis-endemic area in northeastern Taiwan. Am J Epidemiol 2001, 153: 411-8  Abstract (PMID) 11226969
- Chiou ST, Developing Healthy communities in I-Lan County: the process and the progress, Taiwan J Nursing 2001, 48: 28-35
- 邱淑媞. 病人及大眾對於醫師主動揭露醫療錯誤之看法－對實證文獻之回顧. 台灣衛誌 2007;26(5):339-352 (TSSCI).

## 聯結
- 邱淑媞 Facebook
- https://www.setn.com/News.aspx?NewsID=888069 （页面存档备份，存于）

| 官衔           | 官衔                                                           | 官衔             |
| -------------- | -------------------------------------------------------------- | ---------------- |
| 中華民國行政院 |                                                                |                  |
| 前任： 蕭美玲  | 行政院衛生署國民健康局局長 第五任 2009年10月1日－2013年7月22日 | 改制為國民健康署 |
| 首任           | 衛生福利部國民健康署署長 第一任 2013年7月22日－                | 陳潤秋代理       |